# Образцов, Александр Алексеевич
Образцов Александр Алексеевич (23 сентября 1944, Свободный, Хабаровский край — 5 декабря 2017, Санкт-Петербург) — советский и российский писатель, поэт и драматург, сценарист.

## Биография
Родился в городе Свободном Амурской области в 1944 году.
В Ленинграде с 1961 года. Окончил 3 курса ЛГУ (географический факультет, океанология), диплом Литературного института. Президент и основатель петербургского Домика драматургов. Член Союза писателей с 1989 года. Член творческого совета журнала «Драматург» (Москва).
Скончался 5 декабря 2017 года, на 74 году жизни. Похоронен на Северном кладбище в Санкт-Петербурге.

## Книги
- «Поющие люди», рассказы, изд. «Советский писатель» 1988 год.
- «Ленин и Клеопатра», пьесы и рассказы, изд. «Культинформ» 1992 год.
- «Silentium!» стихи, изд. «Петрополь»,
- «Одиннадцать рассказов для Дженифер Лопес», проза, изд. «Петрополь», 2003 год (все — Петербург)
- «В начале было слово. Русское» (совместно А.Драгункиным) изд. «АНДРА» СПб, 2005.
- «Амур и Атлантида» (совместно с А.Драгункиным) изд. «АНДРА» СПб, 2006.
- В издательстве «Камея» СПб издал около 110 книг прозы, драматургии, поэзии, публицистики.

## Основные публикации
- Рассказы в журналах «Нева», «Аврора», «Грани», «Звезда», «Смена» и других, а также в сборниках прозы «Вкус», «Истоки», «Причастие», в периодической печати.
- Составление (вместе с Валерием Поповым) сборника петербургского рассказа «На невском сквозняке» (изд. Петербургский писатель, 1998).
- Стихи в Нью-Йорке и Франкфурте-на-Майне.
- Пьесы в журналах «Театральная жизнь», «Современная драматургия» 1990, 2001, 2003, 2004 годы, «Драматург» № 3, 7 (все — Москва), «Новый журнал» (Нью-Йорк), «Балтийские сезоны» № 9,10, 12 (Петербург).
- Эссе в газетах «Час пик», «Вечерний Петербург», «Невское время» «Метро» (Петербург), «ЛГ», «АиФ», «МН», «Независимая газета» (Москва) с 1988 года.
- «Штык в землю» журнал «Дальний Восток» № 2-4, 1999.
- «Ночной дозор» журнал «Новый мир» № 8, 2003.
- «В поселке С.» журнал «Нева» № 8, 2004.

## Театральные постановки
Около тридцати пьес в театрах Москвы, Петербурга, Тбилиси, Риги, Ташкента, Цюриха, Брюсселя, Гранд-Рапидс (США) и др. В том числе в Москве «Снега» в «Современнике-2» в 1988, «Веничка» в театре «Маралам» в Цюрихе в 1994 году, в Петербурге «Звездный мальчик» (совместно с Л. Разумовской) в Малом драматическом в 1995, «Душечка» в театре Ленсовета в Петербурге (по рассказу А. П. Чехова, реж. Георгий Васильев) в 1998 году и в академическом театре драмы в Самаре в 1999 году, «Блуждания» в муниципальном театре Гранд-Рапидса (штат Мичиган) в 2000 году, «Москва-Петушки» в театре Приют Комедианта (СПб) в 2001 году в постановке Георгия Васильева, «Шинель» в театре на Литейном и «Лиззи» в Балтийском Доме в 2002 году, «Два сердца» и «Чума» в Риге в 2003 году, "Все кошки серы в «Комедиантах» в 2004 году.

## Телевидение
- Сценарий художественного фильма «Клара Милич» для Венгерского ТВ, 1988.
- Сценарии для Российского ТВ и НТВ, с 1992 года.
- Сценарии телепередач «Боярский двор» на канале «Культура» в 1998.

## Радио
- Радио «Свобода» (Мюнхен): спектакль по пьесе «Лали», 1991.
- Петербургское радио: пьесы «Россия» и «Волшебный сад», 1992
- Центральное радио «Останкино» — пьесы «Время не ждет», 1987, «Россия», 1992, «Все кошки серы», 1993.
- Радио «Россия» — пьеса «Пригород» в 1998, «296» в 2002. Пьеса «Россия» исполнена на Кёльнском радио (Германия) в декабре 1997 года. Повторена в 2001 году.

## Премии
- Две всесоюзные премии за радиопьесы.
- Премия Сергея Довлатова в 2003 году по прозе.
- Первая премия на Всероссийском конкурсе пьес к 60-летию Победы в 2005 году.